# Kossoucoingou
Kossoucoingou ist ein Arrondissement im Departement Atakora in Benin. Es ist eine Verwaltungseinheit, die der Gerichtsbarkeit der Gemeinde Boukoumbé untersteht. Gemäß der Volkszählung von 2013 hatte Kossoucoingou 4388 Einwohner, davon waren 2074 männlich und 2314 weiblich.